# Stadion Auksztocki
Stadion Auksztocki (lit. Aukštaitijos Stadion) – stadion piłkarski w Poniewieżu, na Litwie.

## Położenie
Stadion Aukštaitijos znajduje się w centrum miasta. Kompleks sportowy jest umiejscowiony pomiędzy ulicami A. Jakšto, Nevéžio i Marijonu.